# لا فرونس ا آن اینکرویابل تلون
لا فرونس ا آن اینکرویابل تلون (به فرانسوی: La France a un incroyable talent) یک نمایش تلویزیونی فرانسوی است که بر اساس سری گات تلنت ساخته شده‌است. این اثر در تاریخ ۲ نوامبر ۲۰۰۶ در ام۶ آغاز شد، که توسط الساندرا سوبله اجرا شده‌است.